# Nakkestøtte
En nakkestøtte et en sikkerhedsanordning i bil, der er påsat eller integreret på toppen af køretøjets bilsæder for at begrænse den bagudvendte bevægelse af førerens/passagerens hoved i forhold til torsoen i tilfælde af en kollision. Nakkestøtter reducerer risikoen for piskesmældsskader og skader på nakkehvirlerne. Siden deres indførelse i slutningen af 1960'erne, har nakkestøtter forebygget eller nedsat tusindvis af seriøse skader.
Et patent for en "nakkestøtte" til biler blev givet til amerikaneren Benjamin Katz i 1921. Yderligere patenter for tilsvarende anordninger blev senere udstedt i 1930'erne og i 1950 og senere. 
Nakkestøtter blev monteret i biler i Nordamerika i 1960'erne og efter 1. januar 1969 skulle alle nordamerikanske biler være udstyret med nakkestøtter efter krav fra den amerikanske færdselssikkerhedsstyrelse National Highway Traffic Safety Administration (NHTSA).
Nakkestøtter er lovpligtige i Danmark.

## Eksterne links
- Wikimedia Commons har flere filer relateret til Nakkestøtte